# Primocandelabrum
Primocandelabrum é um gênero de rangeomorfo conhecido da Biota Ediacarana. 